# Прапор П'ятихатського району
Пра́пор П'ятихатського райо́ну затверджений 27 травня 2007 р. рішенням № 246-17/XXIV сесії П'ятихатської районної ради.

## Опис
Прямокутне полотнище зі співвідношенням сторін 2:3, з верхнього кута від древка йдуть п'ять діагональних смужок: жовта, чорна, біла, чорна та жовта (ширина жовтих та чорних смужок дорівнює 1/40, а ширина білої — 1/20 ширини прапора), на верхньому синьому полі 19 жовтих десятипроменевих зірок (6:4:4:2:2:1), на нижньому білому — дві перехрещені чорні шаблі вістрям униз, над ними три зелені дерева.
Комп'ютерна графіка — К. М. Богатов.